# Unión Deportiva Santa Bárbara
La Unión Deportiva Santa Bárbara fue un club de fútbol de la ciudad de Toledo, España. Fundado en 1961, jugó durante casi toda su existencia en categorías regionales, llegando a jugar siete temporadas en la Tercera División Española. Surgió de la unión de dos clubes de fútbol de la ciudad de Toledo: el Alcázar de Toledo C.F. y el C.D. Carlos III. Su estadio era el Carlos III, de césped natural, con gradas y una pequeña tribuna. Su capacidad aproximada era para 3 000 personas.
En 1996, debido al cierre de la Fábrica de Armas de Toledo, cuyos trabajadores y directivos fundaron y dirigieron el club durante toda su existencia, y tras 35 años compitiendo en el mundo del fútbol, el club no pudo hacer frente a una serie de problemas deportivos y económicos, lo que supuso la desaparición del equipo.
En 2018, se fundó la Asociación de Antiguos Jugadores y Aficionados de la Unión Deportiva Santa Bárbara, por antiguos jugadores y aficionados, motivados por la publicación de un libro en 2017 que recoge la historia del club y sus jugadores, con el título «Unión Deportiva Santa Bárbara, 35 años de Historia». Asimismo, la recién creada asociación, ha anunciado que han comenzado trámites para crear dos nuevos equipos, uno de cadetes y otro de juveniles, para la temporada de 2019, bajo el nuevo lema del club; «Renace el Santa».

## Historia

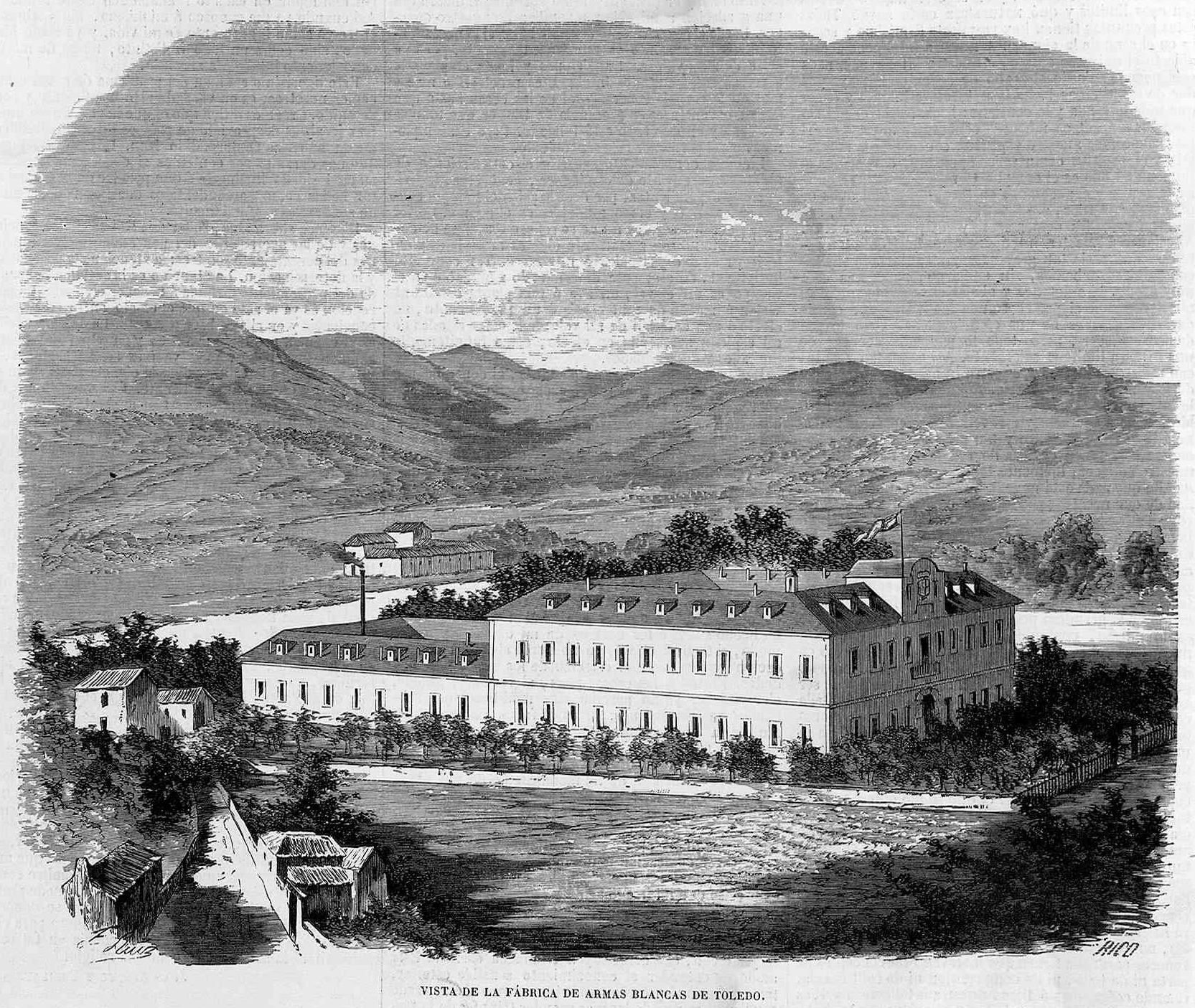
Vista de la fábrica de armas blancas de Toledo, en El Museo Universal.

La Unión Deportiva Santa Bárbara nació de la fusión de dos equipos de fútbol de la ciudad de Toledo; el Carlos III y el Alcázar. Cuando este equipo se fusionó con el Carlos III, el cual representaba a la Fábrica Nacional de Armas, su directiva propuso la fusión entre ambos equipos, debido a que el Alcázar no tenía campo para entrenar, mientras que el Carlos III sí lo tenía.
El nombre de Unión Deportiva Santa Bárbara proviene de la fusión realizada por el Carlos III y su directivo, por la Fábrica; y por el Alcázar, pasando a ser así la Unión Deportiva Santa Bárbara. Esta fusión fue realizada en el verano de 1961, y tras ella se jugó la primera temporada, en el año 1961/62. 
La primera directiva la formó como presidente de honor, el director de la Fábrica de Armas. Sus jugadores no contaban con remuneración, jugaban por pura afición.

## Años 60
El equipo jugó durante cinco campañas consecutivas en la Tercera División, descendiendo a la Primera Regional el 5 de mayo de 1968 en un partido que el Santa Bárbara perdió contra el Real Ávila por 4-1. Curiosamente, el Real Ávila fue el primer equipo al que se enfrentó el Santa Bárbara cuando los toledanos se estrenaban en la categoría, en un partido que se jugó en Toledo el 15 de septiembre de 1963, y cuyo resultado final fue de empate a uno.
Durante este período, "el Santa” era el equipo que se encargaba de recoger a los futbolistas toledanos para conseguir un equipo solamente de toledanos, del cual posteriormente saltaron varios jugadores para equipos nacionales, como fueron los casos de Julián Serrano Sánchez y Antonio Torán Rodríguez, que dieron el salto directo al Real Madrid y al Atlético de Madrid, respectivamente. Como consecuencia de estas cesiones, esos equipos fueron a jugar al campo del Carlos III (nombre del campo de fútbol de la Unión Deportiva Santa Bárbara), para enfrentarse con el Santa Bárbara de forma desinteresada.
En abril de 1966 recibió 10 000 pesetas a cuenta de las subvenciones municipales debido a que se encontraba con necesidades urgentes, y otras diez mil para entradas gratuitas para niños.
La Unión Deportiva Santa Bárbara poseía un gran campo, con no menos buenas instalaciones de casetas y vestuarios, gradas y una tribuna, además de tener césped natural, pasando a ser de los mejores campos de la categoría regional.

## Años 70
Cuando el CD Toledo, el otro equipo de la capital, hubo de abandonar el campo de fútbol de Palomarejos en 1972 al ser demolido, el Santa Bárbara dejó su campo perteneciente a la Fábrica de Armas. Durante la temporada 1972-1973, el CD Toledo jugó en el desaparecido "Estadio Carlos III", compartiendo el campo con la UD Santa Bárbara, mientras se construía el nuevo estadio del equipo verdiblanco, inaugurándose así el Estadio Salto del Caballo el 23 de noviembre de 1973.
El Santa Bárbara participó en los primeros Trofeos de Feria que se celebraron en su campo, es decir, el Carlos III, no haciendo lo mismo cuando se celebraron en el Municipal. Como anécdota, el 3 de diciembre de 1972, en el partido celebrado en Segovia contra el C.D. Acueducto, con un campo embarrado por completo, se jugó un partido después de echar cal en el campo, y casi todos los jugadores terminaron con quemaduras.
La Unión Deportiva Santa Bárbara era una sociedad en la que sus componentes se alternaban en las labores de directivos, logrando así una hermandad, junto a sus jugadores sin remunerar, que jugaban por propia afición, proclive al éxito.
A finales de los setenta, la directiva del club estaba compuesta totalmente por trabajadores de la Fábrica de Armas.

## Años 80
Ya en la década de los ochenta, concretamente en 1980, se produjo una filiación del Santa Bárbara con el CD Toledo, aportando jugadores del primero al segundo. A pesar de que el Santa Bárbara fuese filial del CD Toledo, económicamente cada equipo llevaba sus respectivas tesorerías. Debido a esta filiación, algunos se referían a "el Santa" como el "hermano pequeño" del Toledo. La plantilla que tenía el Santa Bárbara nada más comenzar esta década era muy joven, con una media de veinte años.
El 16 de marzo de 1982, la Unión Deportiva Santa Bárbara jugó en Parla la final de la Copa de Aficionados de Castilla contra el Rayo Vallecano, ganando los madrileños por 3-1. Los toledanos fueron ganando por un gol de ventaja durante todo el encuentro, hasta que en el minuto ochenta y cuatro empató el Rayo y le dio la vuelta al partido. Al final, el Santa Bárbara se tuvo que conformar con el subcampeonato de Castilla, aunque este hecho le propició jugar la Copa de Aficionados de España.
Durante varios meses de 1987, el CD Toledo volvió a jugar varios partidos en el Estadio Carlos III debido a la instalación de drenaje, riego, y césped nuevo, además de obras en los antiguos vestuarios. El 25 de noviembre de 1987 se jugó un partido de reinauguración, amistoso, que enfrentó al CD Toledo frente a la UD Santa Bárbara con victoria de los verdes por 2-1. 
A lo largo de los ochenta la Unión Deportiva Santa Bárbara siguió jugando en categorías regionales.

## Años 90
Durante los noventa, volvió a dar un salto de calidad, intentando mantenerse siempre en lo más alto, aunque finalmente acabó convirtiéndose en un "equipo ascensor", alternando sus presencias en liga entre la Primera Preferente y la Tercera División. El 13 de junio de 1993, la Unión Deportiva Santa Bárbara, que en ese momento se encontraba en Primera Preferente, volvió a ascender a la Tercera División tras ganar 1-0 al Mora en un partido frenético, retornado a la Tercera División Española 25 años después.
En la temporada siguiente, el equipo acabó en el puesto 18º, a tres puntos de la salvación, volviendo a descender a Primera Preferente, aunque no tuvo que esperar más que una temporada para acabar primero de grupo, consiguiendo de nuevo el ascenso a la Tercera División el 7 de mayo de 1995, tras derrotar al Marchamalo por 7-0. 
La temporada 1995-1996 sería la última de existencia del club toledano. A lo largo de este último periplo, "el Santa" se convertiría oficialmente en filial del C.D. Toledo –junto con el Toledo Imperial C.F. –, ocasionando unos nuevos cambios en la organización del club. Entre otras consecuencias, la nueva plantilla del Santa Bárbara debía tener jugadores que no sobrepasaran una edad concreta, lo que ocasionaría la salida de jugadores que llevaban muchos años en la disciplina del equipo.
Acabó la temporada en el puesto 18º, a tres puntos de la salvación, descendiendo nuevamente a Primera Preferente, la misma situación que dos temporadas anteriores, pero en el plano administrativo, el cierre de la Fábrica de Armas en 1996 supuso el punto final a la existencia de un club de fútbol histórico de la ciudad de Toledo.

## Desaparición
En 1996, debido al cierre de la Fábrica de Armas de Toledo, cuyos trabajadores y directivos fundaron y llevaron el club durante toda su existencia, y tras 35 años compitiendo en el mundo del fútbol, el club no pudo hacer frente a una serie de problemas deportivos y económicos, lo que supuso su desaparición.
El Santa Bárbara jugó durante casi toda su existencia en las categorías regionales del fútbol castellano-manchego, aunque llegó a militar hasta 7 temporadas en Tercera División, jugando con equipos, no solo de Castilla-La Mancha, sino también de la Comunidad de Madrid, Extremadura y Castilla y León.

## Uniforme
A lo largo de su historia, la vestimenta original de la Unión Deportiva Santa Bárbara siempre fue con camiseta azul y pantalón blanco, si bien la intensidad del azul variaba de una temporada a otra, así como el diseño del equipamiento, aunque en la mayoría de los años se optaba por un azul de tono oscuro. En el segundo equipamiento siempre se utilizaron diferentes colores en ambas prendas, desde el rojo hasta todo azul, aunque se cree que la más usada fue todo de blanco.
- Uniforme titular: Camiseta azul, pantalón blanco y medias blancas.[19]
- Uniforme alternativo: Camiseta blanca, pantalón azul y medias azules.

## Estadio
La Unión Deportiva Santa Bárbara jugaba sus partidos en el Estadio Carlos III, un estadio con un campo de hierba natural, gradas y una pequeña tribuna, con capacidad para unas 3.000 personas. En 2006 se demolió el estadio y sus campos anexos. Se trataba de un lugar emblemático de la ciudad, donde se habían criado otros equipos de Toledo y florecieron canteras que han dado grandes futbolistas a los equipos de la provincia, como la del Soliss, posteriormente retomada como Odelot Toletum.

## Datos del club
- Temporadas en Primera División: 0
- Temporadas en Segunda División: 0
- Temporadas en Segunda División B: 0
- Temporadas en Tercera División: 7
- Temporadas en Primera Preferente: 8
- Temporadas en Primera Regional: 13
- Temporadas en Segunda Regional: 7

## Trayectoria
- Campeonato de Liga en Tercera División

| Temporadas | 7   | Puntos | 155 | Títulos  | 0  | Subcampeonatos | 0   |
| PJ         | 232 | PG     | 50  | PE       | 45 | PP             | 137 |
| GF         | 254 | GC     | 535 | Ascensos | -  | Descensos      | -   |

## Temporadas

### Historial de temporadas
| Temporada | Categoría   | Posición | Copa del Rey |
| --------- | ----------- | -------- | ------------ |
| 1961/62   | 1ª Regional | 6º       |              |
| 1962/63   | 1ª Regional | 7º       |              |
| 1963/64   | 3ª          | 14º      |              |
| 1964/65   | 3ª          | 15º      |              |
| 1965/66   | 3ª          | 14º      |              |
| 1966/67   | 3ª          | 16º      |              |
| 1967/68   | 3ª          | 14º      |              |
| 1968/69   | 1ª Regional | 8º       |              |
| 1969/70   | 1ª Regional | 15º      |              |
| 1970/71   | 2ª Regional | 11º      |              |
| 1971/72   | 2ª Regional | 11º      |              |
| 1972/73   | 2ª Regional | 15º      |              |
| 1973/74   | 2ª Regional | 15º      |              |
| 1974/75   | 2ª Regional | 16º      |              |
| 1975/76   | 2ª Regional | 5º       |              |
| 1976/77   | 2ª Regional | 2º       |              |
| 1977/78   | 1ª Regional | 12º      |              |
| 1978/79   | 1ª Regional | 9º       |              |

| Temporada | Categoría   | Posición | Copa del Rey |
| --------- | ----------- | -------- | ------------ |
| 1979/80   | 1ª Regional | 6º       |              |
| 1980/81   | Preferente  | 16º      |              |
| 1981/82   | 1ª Regional | 4º       |              |
| 1982/83   | 1ª Regional | 7º       |              |
| 1983/84   | 1ª Regional | 9º       |              |
| 1984/85   | 1ª Regional | 9º       |              |
| 1985/86   | 1ª Regional | 8º       |              |
| 1986/87   | Preferente  | 19º      |              |
| 1987/88   | Preferente  | 12º      |              |
| 1988/89   | Preferente  | 17º      |              |
| 1989/90   | 1ª Regional | 1º       |              |
| 1990/91   | Preferente  | 11º      |              |
| 1991/92   | Preferente  | 8º       |              |
| 1992/93   | Preferente  | 3º       |              |
| 1993/94   | 3ª          | 18º      |              |
| 1994/95   | Preferente  | 1º       |              |
| 1995/96   | 3ª          | 18º      |              |

## Jugadores

### Jugadores Emblemáticos
| - Juli Serrano - Javier Lozano - Toni Torán - Luis Laguna - Pedro Braojos - Valentín Gil - Rafa Aguado |

## Palmarés

### Campeonatos regionales
- Regional Preferente Castellano-Manchega (1): 1994-95 (Grupo 2).[20]
- Primera Regional Castellano-Manchega (1): 1989-90 (Grupo 2).[21]
- Campeonato de Castilla de Aficionados (1): 1984-85.[22]
- Subcampeón de Segunda Regional Castellana (1): 1976-77 (Grupo 3).[23]
- Subcampeón del Campeonato de Castilla de Aficionados (1): 1981-82.

### Trofeos amistosos
- Trofeo Feria de Toledo (1): 1969.
- Trofeo Corpus Christi (2): 1971 y 1982.